# Акромегалия
Акромега́лия (от греч. ἄκρος — конечность и греч. μέγας — большой) — заболевание, связанное с нарушением функции передней доли гипофиза (аденогипофиз); сопровождается увеличением (расширением и утолщением) кистей, стоп, черепа, особенно его лицевой части, и др.
Акромегалия возникает после закрытия зон роста и завершения роста организма; развивается постепенно, длится много лет. Вызывается выработкой чрезмерного количества соматотропного гормона.
Аналогичное нарушение деятельности гипофиза в раннем возрасте вызывает гигантизм (при отсутствии лечения гигантизм со временем может совместиться с акромегалией).
При акромегалии отмечаются головные боли, утомляемость, ослабление умственных способностей, расстройство зрения, часто половое бессилие у мужчин и прекращение менструаций у женщин.
Лечение — хирургическая операция на гипофизе, рентгенотерапия, применение гормональных препаратов, уменьшающих выработку соматотропного гормона (СТГ).

## Этиология и патогенез
Заболевание вызвано гиперпродукцией СТГ. Почти у всех больных выявляются СТГ-секретирующие аденомы гипофиза, происходящие из соматотропных клеток. В подавляющем большинстве случаев опухолевую трансформацию этих клеток провоцируют активирующие мутации гена белка Gsальфа. Мутантный белок Gsальфа непрерывно стимулирует аденилатциклазу, что приводит к усилению пролиферации соматотропных клеток и к усилению продукции СТГ. В редких случаях гиперсекреция СТГ бывает вызвана гиперплазией гипофиза или избыточной секрецией соматолиберина.

## Клиническая картина
Гиперсекреция СТГ у взрослых вызывает акромегалию; гиперсекреция СТГ у детей обычно приводит к гигантизму, а гиперсекреция СТГ на поздних стадиях полового развития (до закрытия эпифизарных зон роста) — к высокорослости.
1. Главные признаки акромегалии 
  - Увеличение выступающих частей лица разрастание мягких тканей, носа, подбородка, скуловых костей[1], увеличение надбровных дуг.
  - Непропорциональное увеличение размеров кистей и стоп.
2. Другие признаки
  - Чрезмерная потливость; обусловлена увеличением потовых желёз и усилением обмена веществ.
  - Синдром запястного канала; обусловлен сдавливанием срединного нерва гипертрофированной фиброзно-хрящевой тканью лучезапястного сустава.
  - Деформирующий остеоартроз; особенно выражен в крупных суставах, развивается вторично вследствие разрастания костной ткани и деформаций суставов (под действием веса).
  - Артериальная гипертония; по-видимому, обусловлена задержкой натрия почками под влиянием СТГ.
  - Нарушение толерантности к углеводам или инсулинонезависимый сахарный диабет; вызваны контринсулярным действием СТГ.
  - Гиперкальциурия: по-видимому, обусловлена стимулирующим действием СТГ на продукцию 1,25(OH)2D3.
  - Галакторея; обусловлена либо собственной лактогенной активностью СТГ, либо смешанной аденомой, секретирующей не только СТГ, но и пролактин.
  - Апноэ во сне; может быть вызвано как обструкцией дыхательных путей, так и угнетением дыхательного центра.
  - Головная боль; обусловлена повышением внутричерепного давления.
3. Причины повышенной смертности при акромегалии: поражения сосудов головного мозга, болезни сердца и лёгких. Кроме того, при акромегалии повышен риск полипоза и рака толстой кишки.

## Диагностика
Характерный внешний вид и анализ позволяют сразу заподозрить акромегалию. Для подтверждения диагноза проводят следующие лабораторные исследования:
1. Инсулиноподобный фактор роста как наиболее чувствительный метод.
2. Определяют базальный уровень СТГ в сыворотке в разные дни (дважды или трижды), чтобы исключить случайные колебания уровня СТГ.
3. Проба с глюкозой. Это самая надёжная подтверждающая проба. Пациенту назначают раствор, содержащий 50—100 г глюкозы, перорально и через 60—90 минут проводят анализ.

## Персоналии с акромегалией
В хронологическом порядке
- Мэри Энн Беванн (1874—1933) — английская медсестра, впоследствии американская цирковая артистка, победитель конкурса «Самая мужчиноподобная женщина в мире», «уродство» которой заключалось лишь в проявлениях акромегалии.
- Рондо Хэттон (1894—1946) — американский солдат, журналист и киноактёр. Скорее всего (хотя и не точно) толчок заболеванию дало отравление ипритом во время Первой мировой войны. Став актёром, играл уродливых злодеев в фильмах ужасов[2][3].
- Райнер, Адам (1899—1950) — австрийский мужчина; единственный в истории человек, который в течение жизни был и карликом, и гигантом.
- Тийе, Морис (1903—1954) — французский рестлер, родившийся на Урале в семье французов; прообраз Шрека[4].
- Тед Кэссиди (1932—1979) — американский актёр.
- Кил, Ричард (1939—2014) — американский актёр ростом 2,18 м[5].
- Андре Гигант (1946—1993) — профессиональный рестлер и актёр болгарско-польского происхождения[6].
- Стрёйкен, Карел (род. 1948) — нидерландский характерный актёр ростом 2,13 м[7].
- Игорь и Гришка Богдановы (фр. Igor et Grichka Bogdanoff; (1949—2021; 2022) — французские близнецы русского происхождения, телеведущие — популяризаторы космической физики[8].
- Биг Шоу (род. 1972) — американский рестлер и актёр ростом 2,13 м.
- Макгрори, Мэттью (1973—2005) — американский актёр с ростом 2,29 м[5].
- Валуев, Николай Сергеевич (род. 1973) — российский боксёр-профессионал и политик[9].
- Великий Кали (род. 1972) — индийский рестлер, актёр, пауэрлифтер ростом 2,16 м.
- Антониу Силва (род. 1979) — бразильский боец смешанных единоборств.
- Чхве Хон Ман (род. 1980) — южнокорейский спортсмен, боец кикбоксинга, смешанных боевых искусств (ММА)[источник не указан 2578 дней].
- Джино Энтони Песи[англ.] (род. 1980) — американский актёр и продюсер.

## Методы удаления аденомы гипофиза
Метод транссфеноидальной микрохирургии аденом гипофиза позволил расширить показания к оперативному лечению акромегалии. Метод позволяет визуализировать опухоль гипофиза и производить полную резекцию аденомы, избегая при этом возможного повреждения перекрёста зрительных нервов. Успешное удаление аденомы со снижением базального уровня СТГ ниже 5 нг/мл наблюдается у 80—90 % оперированных больных. Послеоперационные осложнения (преходящий несахарный диабет, ринорея, синусит, менингит, парез черепных нервов) встречаются менее чем у 5 % оперированных. Недостаточность гонадотропной, тиреотропной и адренокортикотропной функций гипофиза различной степени наблюдается у 3—60 % оперированных больных.
Транскраниальные методы удаления аденомы гипофиза, сопровождающиеся значительной летальностью и травматические, сейчас практически не применяют, за исключением случаев значительного супракселярного распространения опухоли гипофиза.
Также при соответствующих показаниях применяют кибер — один из методов радиохирургии.

## Консервативное медикаментозное лечение
Назначают соматостатин и пегвисомант.

## Прогнозы
Продолжительность жизни людей с акромегалией зависит от того, насколько рано выявлено заболевание.